# Jon Huntsman, Jr.
Jon Meade Huntsman, Jr. (n. 26 martie 1960) este un politician, om de afaceri și diplomat american, care a servit ca cel de-al 16-lea guvernator al statului Utah. De asemenea a servit în administrația a patru președinți americani și a încercat să obțină nominalizarea din partea republicanilor pentru alegerile prezidențiale din 2012.

## Viață timpurie și educație
Huntsman sa născut pe 26 martie 1960 în Redwood City, California. Mama sa, Karen Haight Huntsman, este fiica apostolului mormon David B. Haight, iar tatăl său este milionarul filantrop Jon Huntsman, Sr..

## Viață personală
Huntsman are opt frați și surori, iar împreună cu soția sa au 7 copii: Mary Anne (n. 1985), Abigail (n. 1986), Elizabeth (n. 1989), Jon III (n. 1991), William (n. 1993), Gracie Mei (n. 1999; adoptată din China), și Asha Bharati (n. 2006; adoptată din India).

### Vederi religioase
Huntsman este membru al Biserica lui Isus Hristos a Sfinților din Zilele din Urmă, într-un interviu acordat în 2011 la ABC News, a declarat, "Eu cred în Dumnezeu, sunt un bun creștin, sunt foarte mândru de moștenirea mea Mormonă.. sunt Mormon.."